# José Manuel Collado y Parada
José Manuel Collado y Parada (Sant Sebastià, 1 de gener de 1792 -Madrid, 11 de desembre de 1864) va ser un polític espanyol.

## Biografia
Afiliat en termes polítics al Partit Progressista, el 30 de juliol de 1854 fou nomenat ministre d'Hisenda. Més tard seria ministre de Foment i  Ultramar. Tornaria a ser ministre en 1856 en el primer gabinet de Leopoldo O'Donnell.
Pels seus serveis li va ser atorgat per Isabel II el títol de marquès de la Laguna amb Grandesa d'Espanya l'any 1862. Va ser a més cavaller de l'Orde de Carles III i també de l'Orde d'Alcántara en 1842.